# العلاقات المالديفية الصربية
العلاقات المالديفية الصربية هي العلاقات الثنائية التي تجمع بين المالديف وصربيا.

## مقارنة بين البلدين
هذه مقارنة عامة ومرجعية للدولتين:
| وجه المقارنة                                              | المالديف       | صربيا                                                      |
| --------------------------------------------------------- | -------------- | ---------------------------------------------------------- |
| المساحة (كم2)                                             | 298            | 88.36 ألف                                                  |
| عدد السكان (نسمة)                                         | 436.33 ألف     | 7.02 مليون                                                 |
| الكثافة السكانية (ن./كم²)                                 | 146.42 ألف     | 79.45                                                      |
| العاصمة                                                   | ماليه          | بلغراد                                                     |
| اللغة الرسمية                                             | اللغة الديفهي  | اللغة الصربية                                              |
| العملة                                                    | روفيه مالديفية | دينار صربي                                                 |
| الناتج المحلي الإجمالي (بليون دولار)                      | 4.60 مليار     | 41.43 مليار                                                |
| الناتج المحلي الإجمالي (تعادل القوة الشرائية) بليون دولار | 5.23 مليار     | 100.13 مليار                                               |
| الناتج المحلي الإجمالي الاسمي للفرد دولار أمريكي          | 8.39 ألف       | 5.24 ألف                                                   |
| الناتج المحلي الإجمالي للفرد دولار أمريكي                 | 12.53 ألف      | 13.59 ألف                                                  |
| مؤشر التنمية البشرية                                      | 0.706          | 0.771                                                      |
| رمز المكالمات الدولي                                      | +960           | +381                                                       |
| رمز الإنترنت                                              | .mv            | .rs، .срб ‏                                                 |
| المنطقة الزمنية                                           | ت ع م+05:00    | توقيت وسط أوروبا، ت ع م+01:00، ت ع م+02:00، أوروبا/بلغراد ‏ |

## منظمات دولية مشتركة
يشترك البلدان في عضوية مجموعة من المنظمات الدولية، منها:
| علم المنظمة | اسم المنظمة                        | تاريخ انضمام المالديف | تاريخ انضمام صربيا |
| ----------- | ---------------------------------- | --------------------- | ------------------ |
|             | مؤسسة التنمية الدولية              | 13 يناير 1978         | 25 فبراير 1993     |
|             | يونسكو                             | 18 يوليو 1980         | 20 ديسمبر 2000     |
|             | وكالة ضمان الاستثمار متعدد الأطراف | 19 مايو 2005          | 19 مارس 1993       |
|             | الأمم المتحدة                      | 21 سبتمبر 1965        | 1 نوفمبر 2000      |
|             | الاتحاد البريدي العالمي            | ?                     | ?                  |
|             | البنك الدولي للإنشاء والتعمير      | 13 يناير 1978         | 25 فبراير 1993     |
|             | الاتحاد الدولي للاتصالات           | 28 فبراير 1967        | 1 يونيو 2001       |
|             | منظمة حظر الأسلحة الكيميائية       | ?                     | ?                  |
|             | مؤسسة التمويل الدولية              | 2 فبراير 1983         | 25 فبراير 1993     |
|             | منظمة الشرطة الجنائية الدولية      | ?                     | ?                  |

## وصلات خارجية
- موقع وزارة الخارجية المالديفية
- موقع وزارة الخارجية الصربية